# Gustaf Burström
Gustaf Burström, född 26 januari 1994 i Skellefteå, är en svensk före detta professionell ishockeyspelare (back). Hans moderklubb är Skellefteå AIK.